# Neonelsonia acuminata
Neonelsonia acuminata är en flockblommig växtart som först beskrevs av George Bentham, och fick sitt nu gällande namn av John Merle Coulter, Joseph Nelson Rose och Carl Georg Oscar Drude. Neonelsonia acuminata ingår i släktet Neonelsonia och familjen flockblommiga växter. Inga underarter finns listade i Catalogue of Life.